# Кшчонув (Свентокшиське воєводство)
Кшчонув (пол. Krzczonów) — село в Польщі, у гміні Опатовець Казімерського повіту Свентокшиського воєводства.
Населення — 533 особи (2011).
У 1975-1998 роках село належало до Келецького воєводства.

## Демографія
Демографічна структура на день 31 березня 2011 року:
|          | Загалом | Допрацездатний вік | Працездатний вік | Постпрацездатний вік |
| -------- | ------- | ------------------ | ---------------- | -------------------- |
| Чоловіки | 259     | 51                 | 185              | 23                   |
| Жінки    | 274     | 55                 | 167              | 52                   |
| Разом    | 533     | 106                | 352              | 75                   |